# دوبرجی (کرمانشاه)
روستای‌دوبرجی‌در‌منطقه‌ماددشت‌در‌جنوب‌استان‌کرمانشاه
درهفده‌کیلومتری‌مرکز‌شهر‌کرمانشاه‌واقع‌شده‌است.‌این‌روستای‌باستانی‌تا‌سال‌۱۳۹۲‌هجری‌خورشیدی‌کوچکترین‌روستای‌کشورمحسوب‌میشد،اما‌امروزه‌به‌دلیل‌مهاجرت‌گسترده‌اهالی‌روستابه‌
خارج‌از‌کشور(کشورهای‌حوزه‌خلیج‌فارس)خالی‌از‌سکنه‌است.
اهالی‌این‌روستای‌باستانی‌به‌زبان‌کردی‌لهجه‌زنگنه‌ای‌تکلم‌میکنند.
این‌‌روستا‌مرکز‌ایل‌بزرگ‌و‌پرافتخار‌کرد‌زنگنه‌محسوب‌میشود.
بسیاری‌از‌بزرگانی‌که‌در‌ابادانی‌شهر‌کرمانشاه‌تلاش‌کردن‌از‌اهالی‌
این‌روستای‌باستانی‌میباشند.
این‌روستای‌باستانی‌و‌به‌ویژه‌‌ایل‌کرد‌زنگنه‌در‌دوره‌افشاری
سربازانی‌را‌به‌نبرد‌ایران‌و‌عثمانی‌‌به‌فرماندهی‌نادرشاه‌افشار
اعزام‌کرد‌.این‌روستای‌‌باستانی‌و‌خوش‌اب‌و‌هوا‌‌دفینه‌های
فراوانی‌از‌دوره‌مادها‌به‌یادگاردارد،و‌هم‌اکنون‌تحت‌محافظت
سازمان‌میراث‌فرهنگی‌کشور‌قراردارد.این روستای جز معدود روستاهایی میباشد که در گذشته توسط خوانین اداره نمیشد.